# Dominica i olympiska sommarspelen 2000
Dominica deltog i de olympiska sommarspelen 2000 med en trupp bestående av fyra deltagare, två män och två kvinnor, men ingen av landets deltagare erövrade någon medalj.

## Friidrott
Herrarnas 200 meter
- Sherwin James
  1. Omgång 1 - 22.4 (gick inte vidare)

Damernas 400 meter
- Marcia Fernanda Daniel
  1. Omgång 1 - 58.20 (gick inte vidare)